# 香港証券取引所
香港証券取引所（ホンコンしょうけんとりひきじょ、中国語:香港交易及結算所、英語:Hong Kong Exchanges and Clearing）は、香港で唯一の証券取引所である。中国語では「香港交易所」（さらに略して「港交所」）、英語では"HKEx"の略称が用いられる。

## 概要

### 設立・2000年代
2000年3月6日に、「香港聯合交易所」（聯合証券取引所）、「香港期貨交易所」（先物取引所）、「香港中央結算有限公司」が合併して成立した。同6月27日に自らの株式を上場し、2006年9月11日からはハンセン指数の構成銘柄となっている。このうち香港聯合交易所は1980年に香港證券交易所（1947年設立）、遠東證券交易所（1969年12月17日設立）、金銀證券交易所（1971年3月15日）、九龍證券交易所（1972年1月5日設立）が合併したものである。
会長は周松崗(元: 香港鉄路有限公司社長）、CEOは李小加 である。役員は財政司司長（香港政府財務長官）および株主がそれぞれ6名以内、合計12名を超えない範囲で任命する。
取引市場には、メインボード（主板）とグロース・エンタープライズ・マーケット（創業板）がある。グロース・エンタープライズ・マーケット（Growth Enterprise Market）は、新興企業向け市場とされており、略称で「GEM」とも称される。東京証券取引所に例えると、それぞれ東証プライムと東証グロースに相当する。
1993年7月15日の青島ビールを皮切りに中国大陸で登記している中国企業の株式上場（H株）も行われ、現在では株価総額の相当割合を占めるまでになっている。香港で登記した企業だけではなく、実質的に香港企業や中国企業でありながら、ケイマン諸島等のタックス・ヘイヴンに登記した企業も上場されている。レッドチップは中国大陸で登記していない中国政府系企業を指し、Pチップは中国大陸で登記していない民間中国企業を指す。
2008年5月26日から公正な終値価格の形成及び大引けに注文が集中することによるシステムへの負担軽減の目的のため、クロージング・オークションセッションを導入した。終値の決定はプレ・オープニングセッションと同様の形式で行われる。

### 2010年代
2012年、旧宗主国イギリスのロンドン金属取引所を買収した。2014年11月17日、香港と上海証券取引所間の相互接続「滬港通（上海・香港ストック・コネクト、ここうつう）」が開始した。これにより、海外投資家は香港経由で中国市場に上場する株式の取引が可能になる一方、中国本土の投資家は香港市場に上場する株式の取引ができるようになった。また、2016年12月からは深圳証券取引所とも「深港通」（Shenzhen-Hong Kong Stock Connect）を開始した。
2017年10月17日、香港証券取引所は31年間使用してきた立会場を廃止した。証券取引の電子化の伸長に伴い、2000年には600人いた取引員は近年は約30人ほどになっていた。2019年9月、イギリスの欧州連合離脱が進む中でロンドン証券取引所の買収を提案して注目されるもロンドン証取の拒否で翌10月に撤回された。

### 2020年代
2021年1月、ブルームバーグのデータによると、香港取引所の５日の時価総額は5,794億HKドル（約７兆7,300億円）となり、時価総額で世界トップに躍進した。2023年9月8日、香港を襲った記録的な豪雨を受けて終日取引を停止した。

## 立会時間
- プレオープニング・セッション 09:00～09:30（日本時間10:00～10:30）
- 前場 9:30～12:00（同10:30～13:00）
- 後場 13:00～16:00（同14:00～17:00）
- クロージング・オークションセッション 16:00～16:10（日本時間17:00～17:10）[注 1]

## 日本企業の上場
上場している日本の企業は以下の通り。
プライマリー上場（株式の直接上場）
- ダイナムジャパンホールディングス（6889） - 2012年8月上場[10]
- ニラク・ジー・シー・ホールディングス（1245） - 2015年4月上場[11]
- 本間ゴルフ（6858） - 2016年10月上場[12]
- オークラホールディングス（1655） - 2017年5月上場[13]

セカンダリー上場（香港預託証券(HDR)による上場）
- ファーストリテイリング（6288） - 2014年3月上場[14]

プライマリー上場の企業は、本間ゴルフ以外はいずれもパチンコ店を経営する持株会社である。背景としては日本の証券取引所・証券会社のパチンコ店に対する厳しい姿勢などが挙げられる。
この他、SBIホールディングスが預託証券を上場していたが、2014年に上場を廃止した。